# Greenhouse Academy
 (mai 2018).
Si vous disposez d'ouvrages ou d'articles de référence ou si vous connaissez des sites web de qualité traitant du thème abordé ici, merci de compléter l'article en donnant les références utiles à sa vérifiabilité et en les liant à la section « Notes et références ».
Greenhouse Academy est une série télévisée américaine en quarante épisodes d'environ 25 minutes créée par Giora Chamizer et publiée entre le 8 septembre 2017 et le 20 mars 2020 sur la plateforme Netflix, incluant les pays francophones.

## Synopsis
Huit mois après avoir perdu leur mère dans l'explosion d'une fusée, Alex et Hayley Woods intègrent un pensionnat d’élite du Sud de la Californie, la Greenhouse Academy. Séparément, ils rejoignent deux maisons concurrentes, les Ravens et les Eagles, qui s’opposent régulièrement pour gagner des défis. À la suite d'événements étranges, et avec l'aide des autres élèves, ils découvrent un mystère lié à la mort de leur mère.
Dans la troisième saison, un mystérieux employeur trouve une utilité secondaire à la magnétite...

## Distribution

### Acteurs principaux
- Ariel Mortman (VF : Joséphine Ropion) : Hayley Woods
- Finn Roberts (VF : Paul Bertin-Hugault) : Alex Woods
- Grace Van Dien (saisons 1 et 2) puis Danika Yarosh (saisons 3 et 4) (VF : Rebecca Benhamour) : Brooke Osmond
- Aviv Buchler (saisons 1 et 2) puis Dana Melanie (saison 3 et 4) (VF : Lila Lacombe) : Emma Geller
- Chris O'Neal (VF : Simon Koukissa) : Daniel Hayward
- Dallas Hart (VF : Hugo Brunswick) : Leo Cruz
- Cinthya Carmona (VF : Zina Khakhoulia) : Sophie Cardona
- BJ Mitchell (VF : Oscar Douieb) : Parker Grant
- Benjamin Papac (VF : Thomas Sagols) : Max Miller
- Selina Giles : Ryan Woods, mère d'Alex et Hayley
- Ishai Golan (en) Carter Woods, père d'Alex et Hayley
- Parker Stevenson (VF : Vincent Violette) : Louis Osmond
- Yiftach Mizrahi (VF : Antoine Schoumsky) : Jason Osmond, frère de Brooke
- Nitzan Levratovsky : Suzanne McGillre

### Anciens acteurs principaux
- Nadine Ellis (VF : Déborah Perret) : Judy Hayward, mère de Daniel (saisons 1 et 2)
- Jessica Amlee (VF : Camille Donda) : Jackie Sanders (saisons 1 et 2)
- Reina Hardesty (VF : Diane Dassigny) : Aspen Fairchild (saisons 1 et 2)
- Rafael Cebrian : Enzo (saison 3)

### Acteurs secondaires
Introduits lors de la saison 1
- Natalie Berkowitz : Meredith
- Dean Gerber : Owen
- Aaron Kaplan : Brandon Thomas
- Yuval Yanai : Eric Simmons
- Iftach Ophir : Perry
- Errol Trotman Harewood : David Diggs
- Efrat Dor : Michelle Wallace
- Zvika Fohrman : Coach Davies
- Amit Yagur : Becca
- Stephanie Troyak : Tammy (saisons 1 et 2)
- Maayan Bloom : Marcus
- Jake Miller : Seth
- Jonathan Miller : Kyle

Introduits lors de la saison 2
- Josh Bloomberg : Steven
- Shira Naor : Ryan Woods, jeune

Introduits lors de la saison 3
- Declan Joyce : Détective O'Brien
- Eric Godon : The Henchman
- Michaela Elkin : Infirmière

## Production
Il s'agit d'une série originale de Netflix basée sur le teen-drame israélien The Greenhouse diffusé sur Nickelodeon Israel. Les deux versions ont été créées par Giora Chamizer et produites par Nutz Productions, une filiale d'Ananey Communications. Quatre saisons composées d'un total de 24 épisodes ont été produites. La série a été filmée à l'été 2016 à Tel Aviv et à d'autres endroits en Israel. La première saison a été publiée sur Netflix le 8 septembre 2017.
Le 4 septembre 2018, Danika Yarosh remplace Grace Van Dien pour la troisième saison. Le mois suivant, Dana Melanie remplace Aviv Buchler et le casting s’agrandit avec Rafael Cebrian dans le rôle d’un nouveau personnage : Enzo.
Le compte Instagram officiel de la série (ainsi que la fin de la saison 3) laisse supposer qu'une saison 4 est prévue. D'après le compte instagram également, le casting devrait subir de gros changements avec des départs et des arrivées pour cette saison 4. Une nouvelle intrigue devrait être également mise en place avec la principale disparition de Hayley qui a eu lieu lors de la saison 3.
La saison 4 est arrivée le 20 mars 2020 sur nos écrans.
Le 23 juillet 2020, Netflix annule la série.

## Épisodes

### Première saison (2017)
1. Pilote (Pilot)
2. Le Défi de la rentrée (The Opening Challenge)
3. Cambriolage (Breaking and Entering)
4. Projection privée (Private Screening)
5. La Fumée noire (Black Smoke)
6. L'Étoffe d'un capitaine (Captain Material)
7. Les Leçons de natation (Swimming Lessons)
8. L'Outsider (The Outsider)
9. Steph
10. Les Cupcakes allégés (Guilt-Free Cupcakes)
11. Nom de Zeus (Great Scott)
12. La RAD (L.D.R.)

### Deuxième saison (2018)
Elle a été mise en ligne le 14 février 2018.
1. Le Mécanisme d'éjection (Escape Mechanism)
Ryan n'est pas morte, elle a emprunté le mécanisme d'éjection qui était a bord de la fusée grâce à l'aide de Marcus qui a expliqué à Ryan que Judy et lui avaient préparé un plan pour detruire la navette.
2. Le Client (The Client)
Il y a un quizz entre les Eagles et les Ravens. Les Ravens gagnent. Ils vont passer une journée a la plage avec Suzanne pour manger un gros barbecue
3. Journée de repos (A Day Off)
Judy et Marcus préparent un tremblement de terre de 5.2 sur l'échelle de Richter.
4. Faits l'un pour l'autre (Meant to Be)
Sophie publie la vidéo pendant le tremblement de terre avec Parker qui lui avoue ses sentiments.
5. L'Apprentissage du surf (Surfing Lessons)
Les Eagles font la tête à Sophie sauf Alex. Jackie explique a Max comment elle a appris à surf. À la fin de l'épisode, Hayley découvre un coffre fort dans la chambre de sa mère, dedans, il y a une espèce de clef et un numéro. Elle le compose et reçoit...
6. L'Atelier (The Workshop)
7. La Spirale (The Spiral)
8. Plus qu'une intuition (More Than a Hunch)
9. Le Leader (A Born Leader)
10. Kyle
11. Les Mauvaises Décisions (Bad Decisions)
12. À la maison (Home)

### Troisième saison (2019)
Elle a été mise en ligne le 25 octobre 2019 sur Netflix.
1. La Randonnée (The Hiking)
2. L’Interrogatoire (Interogation)
3. Une excellente solution (An Excellant Solution)
4. Votre nouveau meilleur ami (Your New Best Friend)
5. Vieux trophés (Old Trophy)
6. La Pierre Lunaire (The Lunar Stone)
7. Un drapeau bien caché (A Well Hidden Flag)
8. Les Bips (The Beeps)

### Quatrième saison (2020)
Elle a été mise en ligne le 20 mars 2020 sur Netflix.
1. Une pierre après l'autre (Rock by Rock)
La grotte a explosé. Hayley est a l'intérieur de la grotte, heureusement elle est toujours en vie. Léo quant à lui, est très malade et transporté d'urgence à l'hôpital. Il est gravement malade et les médecins ne savent pas ce qu'il a. Hayley se réveille dans la grotte avec un rat qui le guide. Elle va boire de l'eau de la grotte qui va lui permette de guérir (ses veines étant devenues noires). Quant aux élèves, Max et Sophie disent à Ryan ce qu'ils savent à propos de la magnétite. Bien entendu, Alex, Carter et Ryan recherchent Hayley avec l'aide des secouristes. Hayley rêve: ses parents la laissent toute seule, Daniel joue de la guitare et Léo lui dit que le rat va la sauver. Mais le rat a bien aidé Hayley qui a trouvé un tunnel dans la grotte qui va permettre a Hayley de quitter la grotte et donc de retrouver ses parents et ses amis et surtout d'avoir des soins !
2. La Manière rapide (The Quick One)
Hayley sort de la grotte. Elle voit ses parents qui sont très heureux de la revoir. Elle va directement à l'hôpital où elle explique qu'elle a bu l'eau de la grotte qui lui a permis de guérir. On va lui prendre de la moelle osseuse pour le transferer à Léo. Léo ne répond plus et devient mourant. Max dit à Daniel que si la magnétite chauffe, le virus sera en action. Ils font donc faire l'inverse et Léo est sauvé !
3. Pas quelqu'un de si mauvais que ça (A Not Totally Bad Person)
4. Les Bonbons (Gummy Bears)
5. Cortinarius orellanus (Cortinarius Orellanus)
6. Cent pour cent (Hundred Percent)
7. Chambre 205 (Room 205)
8. Le Client (The Client)